# Gaspard-Léonard Scrive
Pour les autres membres de la famille, voir Famille Scrive.
Gaspard-Léonard Scrive, né à Lille le 13 janvier 1815 et mort à Paris le 18 octobre 1861, est un chirurgien militaire français qui a contribué au développement de l'anesthésie. C'est à l'occasion de la Guerre de Crimée, pendant laquelle il fut médecin en chef de l'armée française, qu'il répandit l'usage du chloroforme dans les interventions chirurgicales. 
De 1914 à sa fermeture en 1998, le Centre hospitalier des armées de Lille a porté son nom. L'annexe à la préfecture de Lille qui occupe à présent les bâtiments historiques de l'hôpital militaire porte toujours son nom.
La promotion 2021 de l'École de Santé des Armées porte son nom, la promotion Médecin Général Inspecteur Gaspard-Léonard Scrive

## Biographie
Fils de Pierre Louis Joseph Scrive et de Sophie Joseph Debonte.
Entré en 1833 à l'hôpital militaire d'instruction établi à Lille comme chirurgien élève, il remporte le premier prix au concours de 1834. Nommé sous-aide, il se rend à Lyon pendant le choléra de 1834. Il passe ensuite à l'hôpital du Val-de-Grâce avec le grade d'aide-major et le titre de prosecteur. Premier au concours pour le grade d'aide major en 1837, il est reçu docteur en médecine la même année, il est envoyé en Algérie et, après un court séjour, revient en France où il obtient en 1841 au concours la chaire de médecine opératoire à l'hôpital de Lille. Successivement chirurgien-major de deuxième classe en 1844, puis de première en 1847, chirurgien de l'hôpital de Valenciennes en 1851, médecin principal de deuxième classe en Afrique aux hôpitaux de la division d'Oran, il est en 1854, au début de la guerre d'Orient, désigné comme médecin en chef du corps expéditionnaire français. Pendant la campagne de Crimée, l'habileté, le dévouement et le courage dont il fait preuve sont unanimement reconnus. Chacun des cinq belligérants lui décerne une distinction prestigieuse. Il est fait chevalier de la légion d'honneur en décembre 1854 et officier l'année suivante.
Il passe ensuite inspecteur des services de santé.
Revenu en France il ne tarde pas à mourir, des suites d'une maladie qui s'était déclarée due à des fatigues excessives de son service en Crimée, le 18 octobre 1861 à l'Hôpital d'instruction des armées du Val-de-Grâce.

## Sépulture

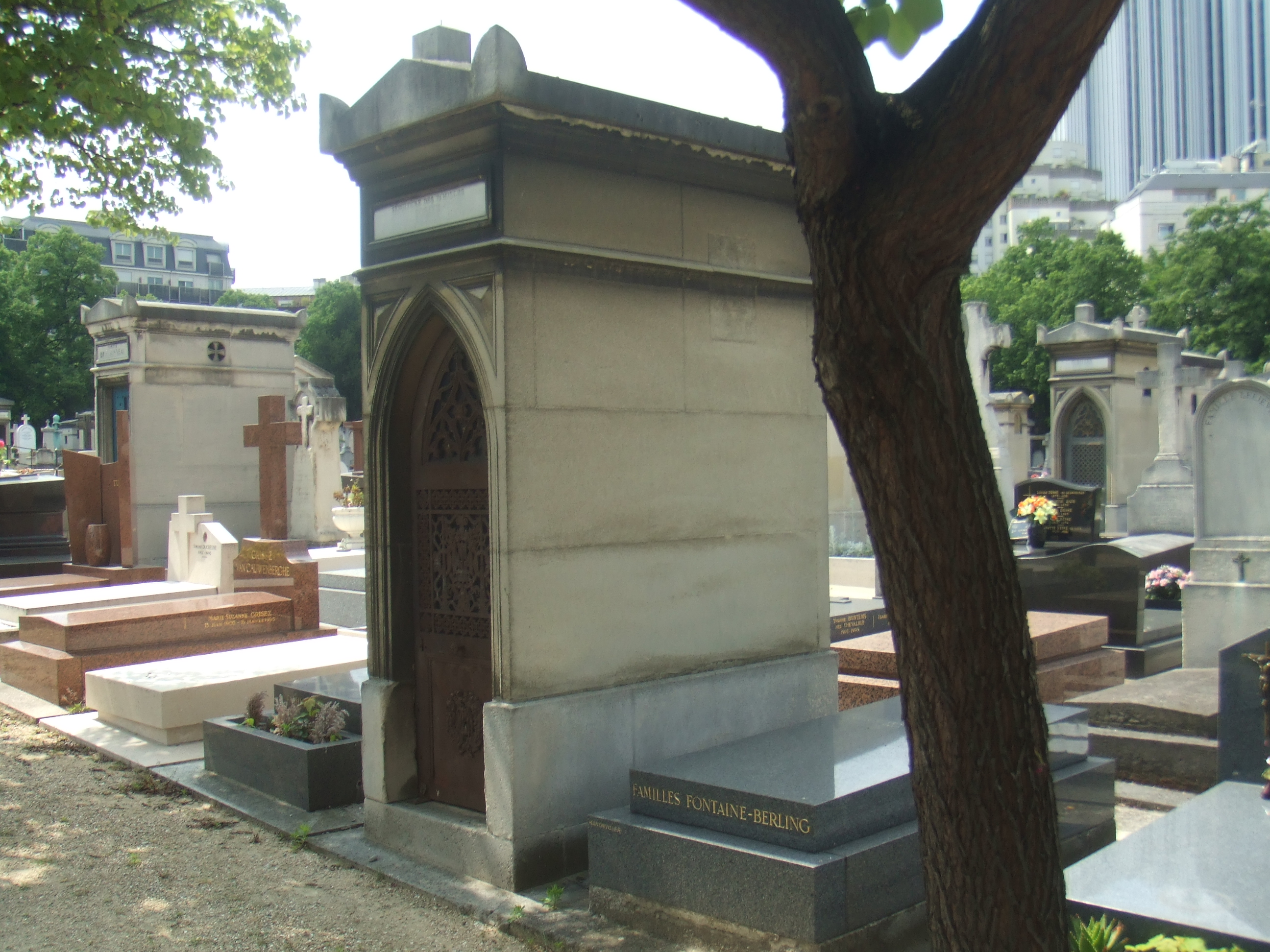
Chapelle funéraire des familles Scrive et Dauvais de Gérardcourt au cimetière du Montparnasse (Paris).

Gaspard-Léonard Scrive est inhumé à Paris, au cimetière du Montparnasse dans la 8e division. 
Il repose aux côtés de sa femme née Élisabeth  Weigel (1822-1870), de sa fille Marie Scrive (1849-1918), et de son gendre Jean-Baptiste-Joseph-Victor Dauvais de Gérardcourt (1820-1888), médecin-major de première classe, officier de la Légion d'honneur.
L'inscription funéraire a été libellée de la sorte : « Gaspard-Léonard Scrive, médecin inspecteur des armées, ex-médecin en chef de l'armée de Crimée, officier de l'Ordre impérial de la Légion d'honneur, commandeur des Ordres impériaux de Médjidié de Constantinople et de Saint-Stanislas de Russie , chevalier compagnon du Bain, officier de l’ordre des Saints-Maurice-et-Lazare, décédé à Paris le 18 octobre 1861, à l'âge de 46 ans. »

## Les développements de l'anesthésie au chloroforme

### La Guerre de Crimée
La Guerre de Crimée eut pour origine l'ambition du tsar Nicolas Ier d'imposer au sultan la reconnaissance d'un droit de protectorat sur tous les chrétiens orthodoxes de l'empire ottoman. Cela revenait à laisser la Russie s'immiscer dans les affaires intérieures de la Turquie. Or le gouvernement de Londres tenait à conserver le marché turc, et, surtout, entendait, selon sa politique traditionnelle, barrer aux Russes l'accès de la Méditerranée. Aussi l'Angleterre protesta-t-elle quand le tsar envoya à Constantinople un ambassadeur extraordinaire  pour faire connaître au sultan ses exigences. Elle fut soutenue par la France : Napoléon III désirait obtenir l'alliance anglaise, qui était nécessaire à ses projets de transformation de la carte de l'Europe.
Bien qu'aucun gouvernement ne voulût initialement la rupture, le sultan finit par déclarer la guerre au tsar en octobre 1853, après que celui-ci eut envahi les provinces roumaines de l'empire ottoman. La France et l'Angleterre n'entrèrent pas immédiatement dans le conflit. Elles souhaitaient en effet le soutien de l'Autriche de façon à porter la guerre en Russie occidentale et dans les Balkans. Mais Bismarck, soucieux de ménager la Russie, parvint à faire échouer le projet d'alliance. Ce fut en mars 1854 que les Alliés rompirent avec la Russie ; ils s'engagèrent par traité à garantir l'indépendance de l'empire turc et à ne rechercher aucun avantage pour eux-mêmes. En échange, le sultan promit d'établir l'égalité de tous ses sujets devant la loi. En janvier 1855, le roi de Sardaigne Victor-Emmanuel II et son ministre Cavour rejoignirent la France et l'Angleterre.
La guerre dura deux ans (1854-1856). Elle tire son nom de la presqu'île où se trouve Sébastopol, base de la puissance maritime russe en mer Noire. Les Alliés avaient en effet décidé de s'en emparer. La victoire remportée par les zouaves sur les bords de la rivière de l'Alma en ouvrit la route. Mais le colonel russe Todleben eut le temps d'organiser la défense de la ville. Il s'ensuivit un interminable siège de onze mois pendant lequel les soldats furent décimés par le froid, l'épuisement et la maladie. À quoi s'ajoutèrent les batailles de Balaklava et d'Inkermann, à l'occasion desquelles les Alliés durent repousser les attaques des troupes russes cherchant à les prendre à revers.

## Varia
On peut voir au musée du service de santé des armées du Val-de-Grâce un tableau de Jules Rigo (1810-1880) qui représente Gaspard-Léonard Scrive pansant les blessés pendant la Bataille d'Inkerman.
Par son mariage en 1841 avec Barbe Weigel il devient le beau-frère de Louis Loew en 1853.
Sa fille cadette, Jeanne Scrive, fut une femme de lettres célèbre de la Belle Époque. Elle publia de nombreux romans sous le pseudonyme de Jane de La Vaudère.

## Hommage
La promotion 2021 de l'École de Santé des Armées porte son nom.
De 1914 à sa fermeture en 1998, le Centre hospitalier des armées de Lille a porté son nom.

## Œuvres
- Essai sur l'enseignement de l'anatomie normale, Thèse pour le doctorat de médecine, 1837.
- Mémoire sur l'acclimatation des Français en Algérie, Paris, 1838.
- Projet d'arsenal de bandages pour les hôpitaux d'instruction, Paris, 1841.
- Traité théorique et pratique des plaies d'armes blanches, Paris, 1844.
- Cours de petite chirurgie, Paris, 1850.
- Note sur la fréquence des affections phlegmoneuses des mains chez les soldats de l'armée d'Afrique, Rec. de mém. de méd. militaire, t.XII, p. 235, 1852.
- Esquisse historique et philosophique des maladies qu ont sévi sur les soldats de l'armée d'Orient, Ibid., t.XVII, p. 1.
- Discours prononcé aux obsèques de Baudens, Ibid., t.XXI, p. 453.
- Relation médico-chirurgicale de la campagne d'Orient, du 31 mars 1854, occupation de Gallipoli, au 6 juillet 1856, évacuation de la Crimée, Paris, 1857.

## Sources
- D.D.C. HOWAT, Amputations at the London Hospital, 1852-1857, Journal of the Royal Society of Medecine, vol.94(12), décembre 2001.
- The Crimean War (1854-1855) : First Use of Mass Anesthesia under Military Field Conditions, American Society of Anesthesiologists, San Francisco, 2007.